# Список деталей рельефа Каллисто

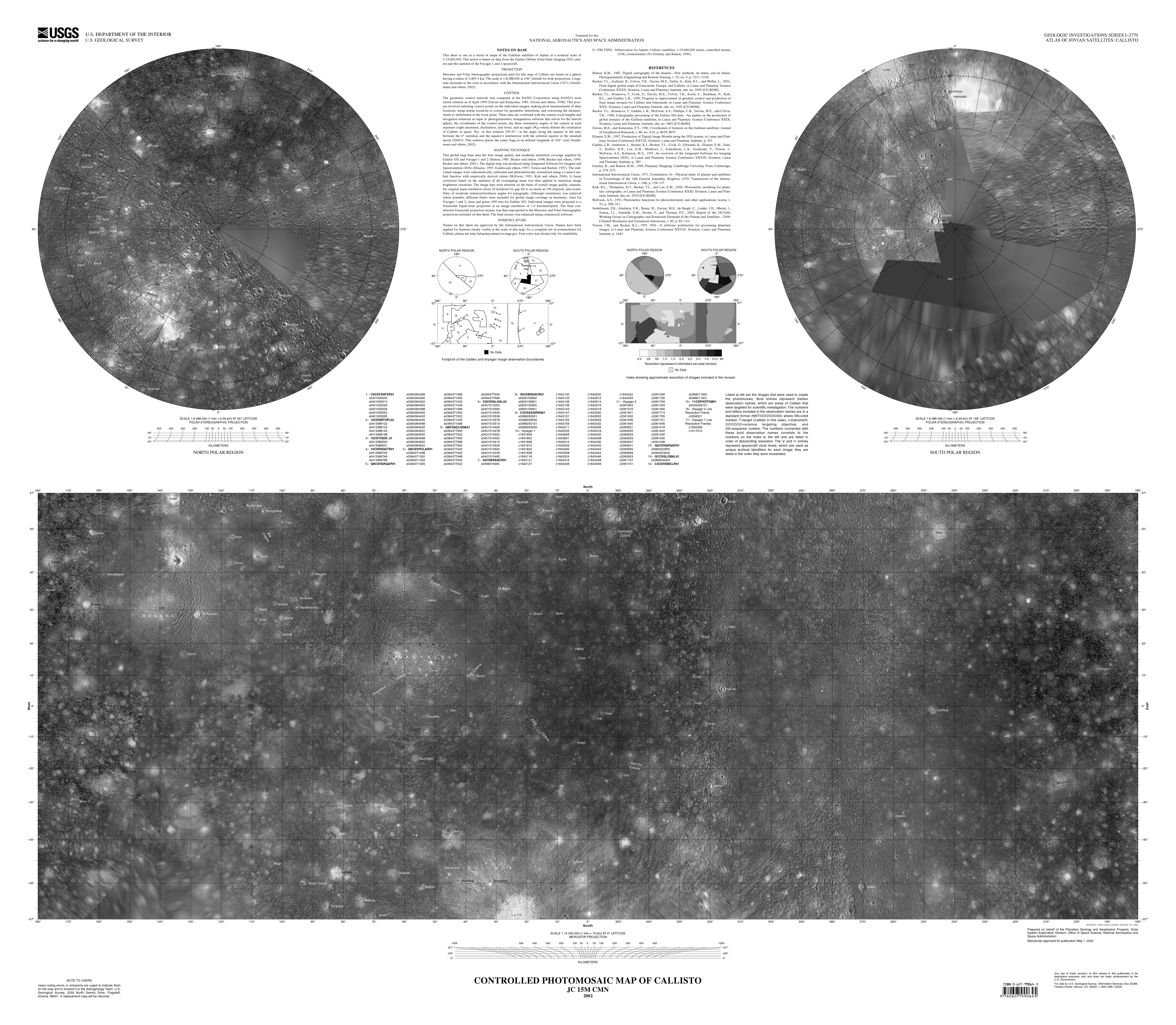
Карта Каллисто с утверждёнными МАС названиями (USGS)

Это список наименованных деталей поверхности Каллисто, спутника Юпитера. Кратеры перечислены в отдельном списке: Список кратеров на Каллисто. Данные приведены по состоянию на июль 2015 года.

## Крупные кольцевые детали
Крупные кольцевые детали на Каллисто называют именами местностей (кроме рек, долин и ущелий, зарезервированных для цепочек кратеров) из мифов и сказок северных народов.
| Русское название | Диаметр | Латинское название | Эпоним                                      |
| ---------------- | ------- | ------------------ | ------------------------------------------- |
| Адлинда          | 1000 км | Adlinda            | Адлинда (эскимосская мифология)             |
| Асгард           | 1600 км | Asgard             | Асгард (германо-скандинавская мифология)    |
| Утгард           | 600 км  | Utgard             | Утгард (германо-скандинавская мифология)    |
| Вальхалла        | 3800 км | Valhalla           | Вальхалла (германо-скандинавская мифология) |

## Факулы
Факулы на Каллисто решено называть именами богов и других персонажей, связанных с холодом и снегом, из мифов и сказок северных народов.
| Факула      | Диаметр | Латинское название | Эпоним                                                   |
| ----------- | ------- | ------------------ | -------------------------------------------------------- |
| Факула Кола | 390 км  | Kol Facula         | Кол — великан, связанный с морозом или бурями (Исландия) |

## Цепочки
Цепочки кратеров на Каллисто принято называть именами рек, долин и ущелий из мифов и сказок северных народов, в частности из германо-скандинавской мифологии.
| Цепочка             | Латинское название | Эпоним      |
| ------------------- | ------------------ | ----------- |
| Цепочка Эйкин       | Eikin Catena       | Эйкин       |
| Цепочка Фимбультуль | Fimbulthul Catena  | Фимбультуль |
| Цепочка Гейрвимул   | Geirvimul Catena   | Гейрвимул   |
| Цепочка Гипул       | Gipul Catena       | Гипул       |
| Цепочка Гомул       | Gomul Catena       | Гомул       |
| Цепочка Гуннтро     | Gunntro Catena     | Гуннтро     |
| Цепочка Сид         | Sid Catena         | Сид         |
| Цепочка Свель       | Svol Catena        | Свель       |